# Telmatobius yuracare
Telmatobius yuracare — вид безхвостих земноводних родини андійських свистунів (Telmatobiidae).

## Поширення
Ендемік Болівії. Вид поширений у гірських річках та болотах у департаментах Кочабамба та Санта-Крус.

## Опис
Самці завдовжки до 5,7 см, самиці — 4,6 см. Спина зелено-коричневого забарвлення з темними плямами, черево — жосте або помаранчеве.

## Спроба відновлення популяції
З 2008 по 2019 роках представників виду не знайдено у природі. Останній, на цей час, відомий представник Telmatobius yuracare на прізвисько Ромео мешкав в акваріумі природоохоронного центру протягом 11 років. У січні 2019 року під час експедиції у джунглях знайдено ще 5 представників виду: трьох самців та двох самиць. Жаб протягом місяця протримали в карантині та вакцинували проти хітридіомікозу. У березні до Ромео підсадили одну самицю, яку назвали Джульєтою. Екоактивісти сподіваються, що знайдені жаби послужать збільшенню популяції цих рідкісних амфібій.